# Honda HA-420 HondaJet
Dimensions
Le Honda HA-420 HondaJet est un avion d'affaires biréacteurs, développé par la société japonaise Honda qui est produit aux États-Unis. Il entre dans la catégorie des very light jets, c’est-à-dire de petits avions d’affaires à réaction.

## Historique

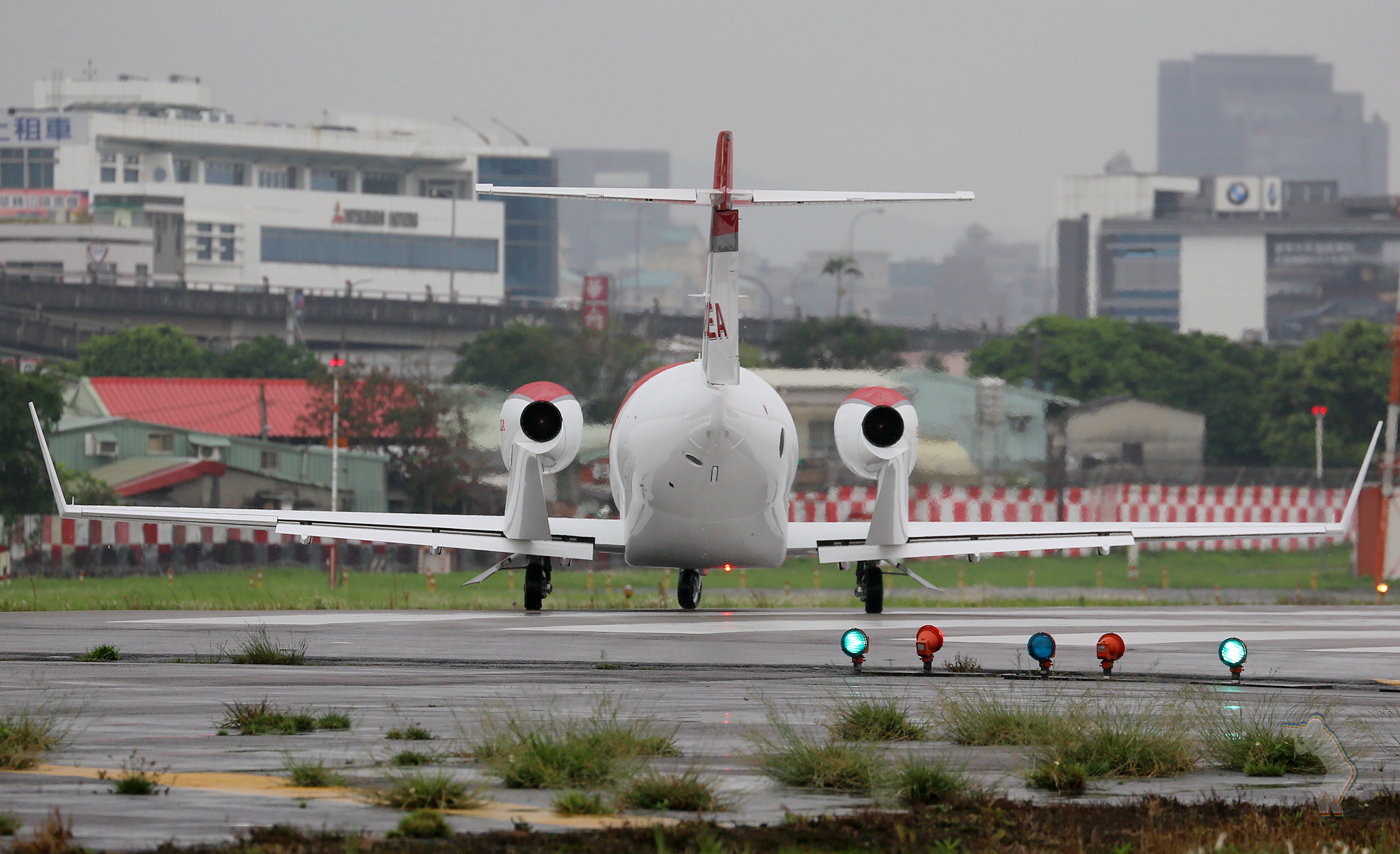
Vue arrière d'un Hondajet en 2017. Le raccord du réacteur à l'aile est bien visible.

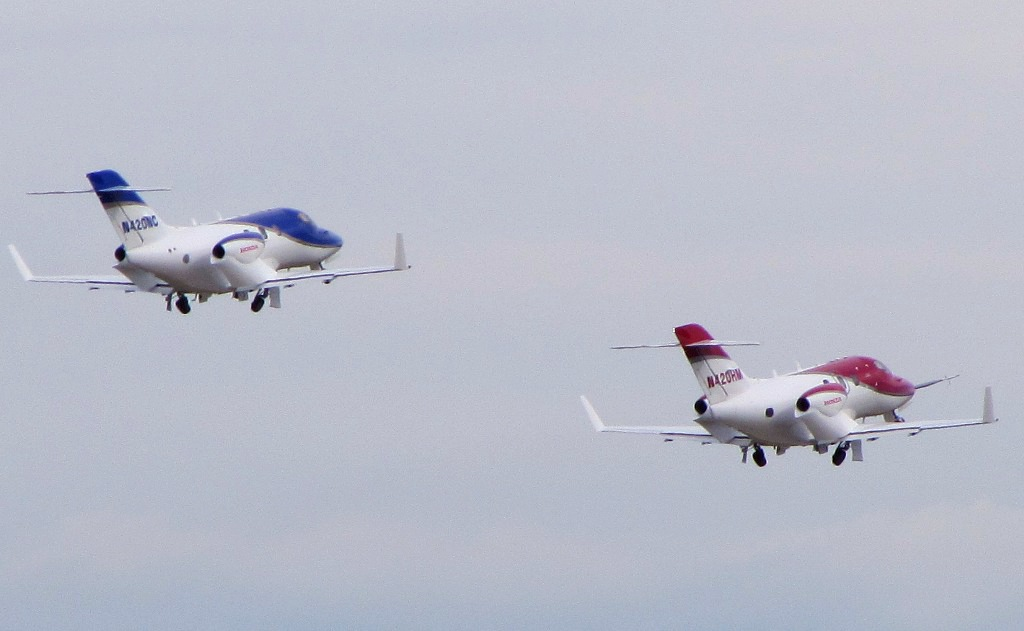
Deux des premiers Hondajet, en 2013.

Après le Honda MH01 et Honda MH02 qui n'ont pas été construits en série, il s'agit du troisième projet d'avion de Honda qui a entamé ses efforts dans l'aéronautique en 1986.
En développement depuis 1999, à titre de programme de recherche sur le turboréacteur HF118, conçu en partenariat avec General Electric, il est destiné à l'aviation d'affaires. Le premier prototype effectua son premier vol le 3 décembre 2003. La forme de l'aile du futur HondaJet a été expérimentée par un Lockheed T-33.
Son principal concepteur est Michimasa Fujino (en). Après avoir songé à cet avion en 1996, il en fit les premiers dessins en 1997 et finalisa sa configuration en 1999. Ce projet était secret et Soichiro Honda, le fondateur d'Honda n'était pas informé.
Le prototype immatriculé N420HA a été construit au Japon et assemblé par la Honda Aircraft Company fondée en août 2003 au centre de recherche Honda R&D Americas (en) implanté à côté du Piedmont Triad International Airport (en) de Greensboro en Caroline du Nord, en 2000.
La première exposition au public eut lieu au meeting aérien de l'Experimental Aircraft Association le 28 juillet 2005 à Oshkosh.
L'ouverture du carnet de commandes du HondaJet eut lieu en octobre 2006. Son prix est alors estimé à environ 3,65 millions de dollars américains. Hondajet annonce une centaine de commandes début janvier 2007. En avril 2009, Honda indique un prix unitaire de 3,9 millions de dollars pour un nombre de commandes inchangé. En mai 2011, le prix est affiché à 4,5 millions de dollars pour plus de cent commandes.
La construction du siège social et de l'usine Honda Aircraft Company ont commencé le 27 juin 2007 pour un coût final de 230 millions de dollars contre 100 annoncé au départ. L'installation a une superficie de 34 000 m2. Ce site emploie plus de 1 000 salariés début 2014 et 1 500 en 2019.
La construction en série pourra atteindre un maximum de 70 avions par an et les premières livraisons étaient, en 2009, prévues pour fin 2011. En raison de retards de livraison de certains composants à l'approche du le vol inaugural, les essais du premier avion de série ont eu lieu le 20 décembre 2010. La certification de la FAA devait suivre 20 mois plus tard. La livraison du premier avion étant prévue pour le troisième trimestre de 2012, délai qui ne sera pas respecté. Fin 2012, cinq à six avions servent pour les essais.
Le 30 octobre 2012, le président de Honda Aircrarft, Michimasa Fujino, annonce que la construction du premier avion destiné à la clientèle a débuté et qu'il sera livré en 2013. Le 19 mai 2014, cet appareil est présenté alors que le constructeur a réceptionné récemment les premiers réacteurs GE Honda HF120 de série. Neuf autres appareils sont également à cette date en production. Quatre ont déjà reçu leur voilure et leur empennage. Ce qui permet à l’avionneur d’affirmer qu’il sera en mesure de livrer les dix premiers exemplaires, dès l’obtention de la certification américaine, au cours du premier trimestre 2015,.
Le premier HondaJet de série équipé de ses moteurs HF 120 effectue son vol inaugural le 27 juin 2014.
En octobre 2014, le turboréacteur à double flux HF120 est sélectionné par Sierra Industries pour un programme de remotorisation de Cessna CitationJet CJ1 et CJ1+.
Au plan commercial, Honda s'est associé à Piper Aircraft pour la vente de son avion. Après la certification provisoire en mars 2015 , la certification définitive aux États-Unis parvient en décembre 2015 avec 3 années de retard. Elle couronne plus de 3 000 heures de vol d’essais, avec quatre appareils. Vingt-cinq autres se trouvent à cette date dans la ligne d’assemblage finale, à Greensboro. Une centaine d'exemplaires est alors en commande, principalement aux États-Unis. Les deux premières livraisons ont eu lieu à la fin de décembre 2015,.
En 2016, Honda Aircraft a livré vingt-trois avions d'une valeur de 103,5 millions de dollars US. Au cours du premier semestre 2017, 24 HA-420 pour 116,4 millions de dollars US sont livrés . L'appareil se trouve en tête au niveau mondial pour la livraison de very light jets. L’avionneur augmente progressivement la cadence de production de manière à satisfaire la demande. À cette date, près de quatre HondaJet par mois sortent de la ligne d’assemblage final. 92 sont en service en octobre 2018.
Une nouvelle version dotée d'une autonomie augmentée avec davantage de confort est présentée en mai 2018. Nommée Elite, sa première livraison a lieu le 20 décembre 2018. À cette date, une centaine de HondaJets sont en service et soixante-deux sont en commande. L’appareil, d’une valeur de 5,25 millions de dollars, présente de nombreuses nouvelles fonctionnalités, notamment un réservoir de carburant auxiliaire permettant d’augmenter l'autonomie de 426 km à 1 440 km, une masse maximale au décollage de 4 860 kg et un habitacle plus silencieux accueillant un petit bureau, des toilettes et un siège pouvant accueillir un cinquième passager.
En 2019, trente-six avions sont livrés. La 150e livraison a lieu en mars 2020.
Le 250e avion est livré le 31 janvier 2024.

## Caractéristiques

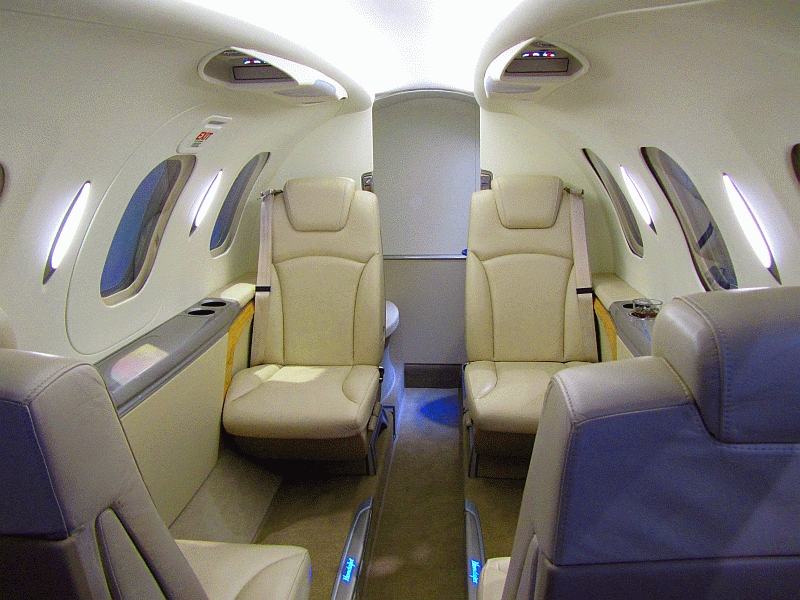
Cabine des passagers du Hondajet.

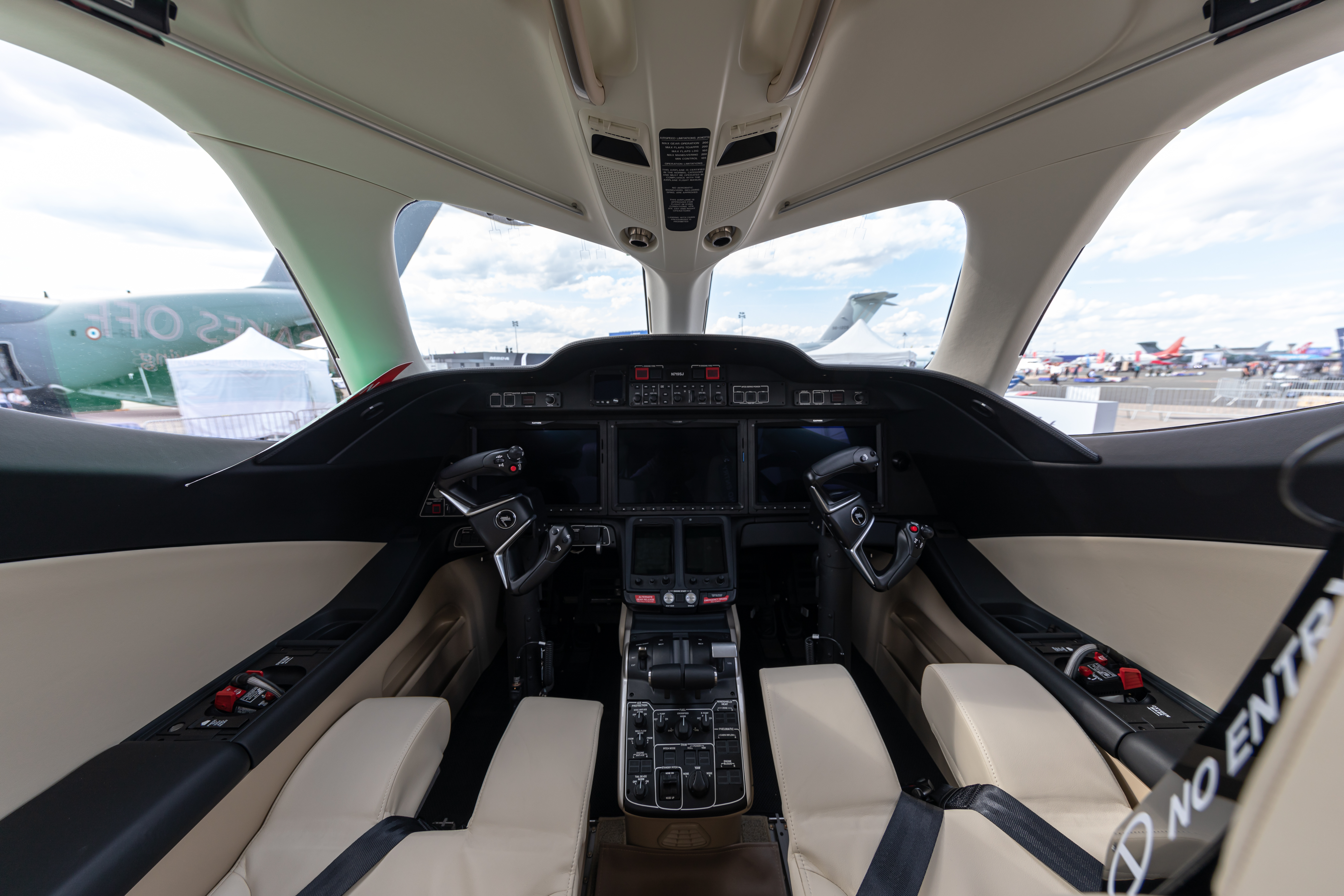
Le cockpit du Hondajet avec ses écrans à cristaux liquides.

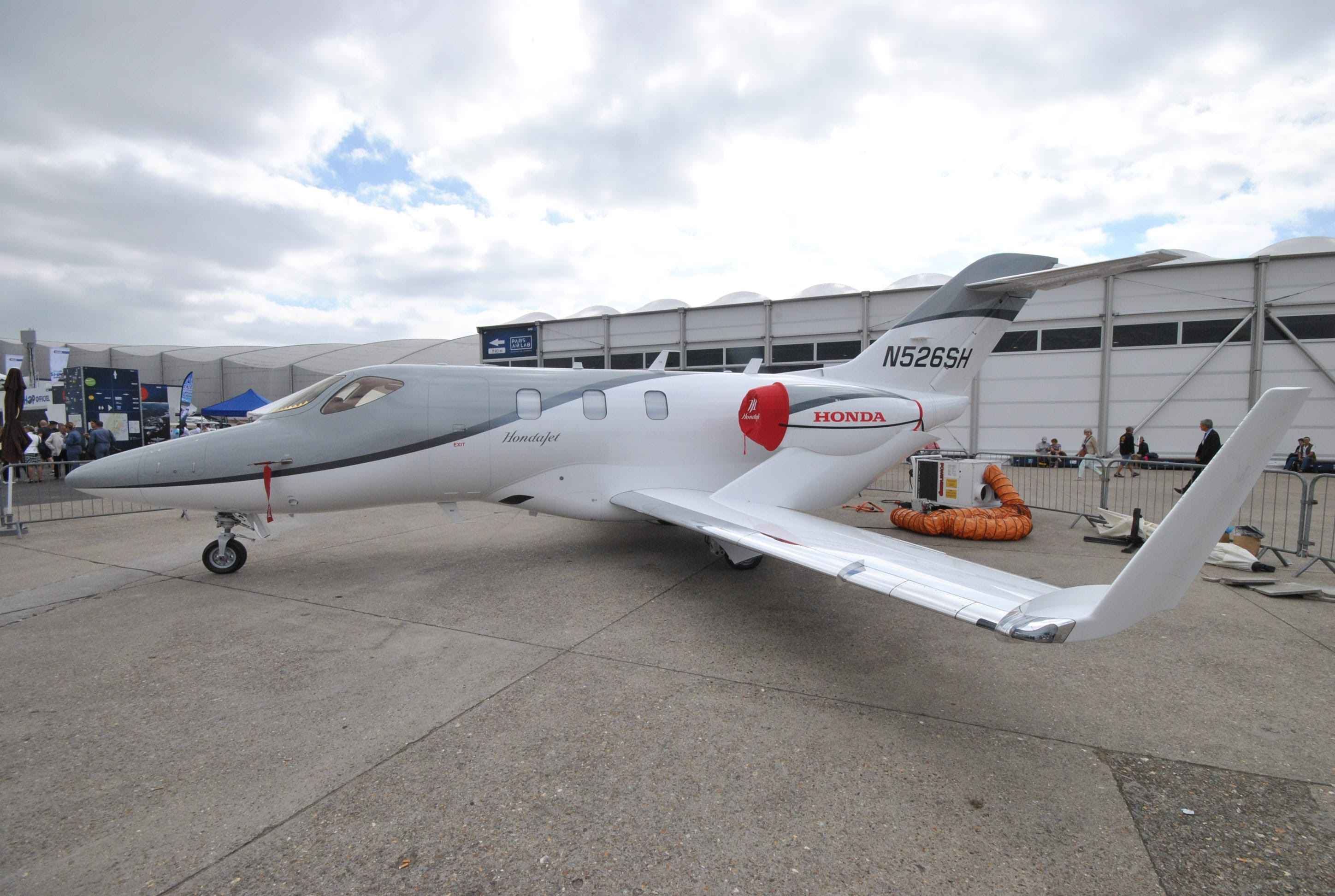
Un HondaJet de série lors du Salon international de l'aéronautique et de l'espace de Paris-Le Bourget 2017.

Relativement léger, le HondaJet peut, selon le cahier des charges de 2006, emporter sept personnes à la vitesse maximale de 778 km/h franchissant une distance de 2 037 km. Il devient ainsi le plus rapide de sa catégorie devant l'Eclipse 500. Ce cahier des charges initial a changé ; la vitesse maximale s'établit à 765 km/h, soit Mach 0,72 à 9 900 m.
L'appareil bénéficie de plusieurs innovations, améliorant ses performances en consommation de carburant ou sa vitesse de croisière.
La plus caractéristique est la place occupée par les turboréacteurs : ils sont montés au-dessus de l'aile, selon une configuration brevetée, qui se rapproche de celle du Fokker VFW 614. Ce choix ôte la nécessité d'une structure pour fixer les réacteurs à l'arrière du fuselage, réduit la traînée et libére davantage d'espace dans la cabine. Les ailes et le nez du fuselage préservent le flux laminaire naturel, ce qui diminue la résistance opposée à l'appareil.
Le fuselage, tout en composites, est constitué d'une combinaison de structures en sandwich de nid-d'abeilles et de panneaux autoraidis, de façon à réduire le poids et les coûts de fabrication. La voilure est en aluminium.
Son avionique Garmin G3000, présentant trois larges écrans à cristaux liquides LCD, permet de le piloter soit par un, soit par deux pilotes.
Le turbofan Honda HF118, développant 7,4 kN de poussée, se veut économique et soucieux de l'environnement, grâce notamment à des niveaux sonores très faibles et une consommation annoncée comme inférieure de 5 % à celle de ses concurrents actuels.
92 % des composants de l'avion sont construits aux États-Unis et au Canada.
La distance de décollage est de 807 mètres et celle d’atterrissage est de 694 mètres selon les chiffres de 2006.

## Modèles
HondaJet
Modèle initial de 2015 avec une distance franchissable de 1 223 nm (2 265 km).
HondaJet Elite
Le HondaJet Elite a été introduit en mai 2018 avec une distance franchissable portée à 1 359 nm (2 517 km) grâce à un réservoir auxiliaire supplémentaire et quelques affinements aérodynamiques.
HondaJet APMG (Advanced Performance Modification Group)
Retrofit du modèle initial qui reprend en partie les changements du modèle Elite.
HondaJet Elite S
Le HondaJet Elite S est une amélioration annoncée en mai 2021 avec une distance franchissable portée à 1 437 nm (2 661 km).
HondaJet Elite II
Le HondaJet Elite II est annoncé en octobre 2022 avec une distance franchissable portée à 1 547 nm (2 865 km) et une masse maximale au décollage augmentée. Il sera doté d'une automanette et de la fonctionnalité autoland.
HondaJet 2600 / HondaJet Echelon / HA-480
Évolution du HA-420 (voir article dédié : Honda HA-480 HondaJet Echelon).

## Accidents
- 5 novembre 2024 : le premier accident mortel à lieu lorsqu'un appareil rate son décollage depuis l'aéroport de Mesa-Falcon Field à Phoenix (Arizona). Il percute un tout-terrain de loisir en sortant de la piste causant la mort de quatre de ses cinq occupants et du conducteur du SUV. Le pilote de l’avion est grièvement blessé[27].